# Malbas

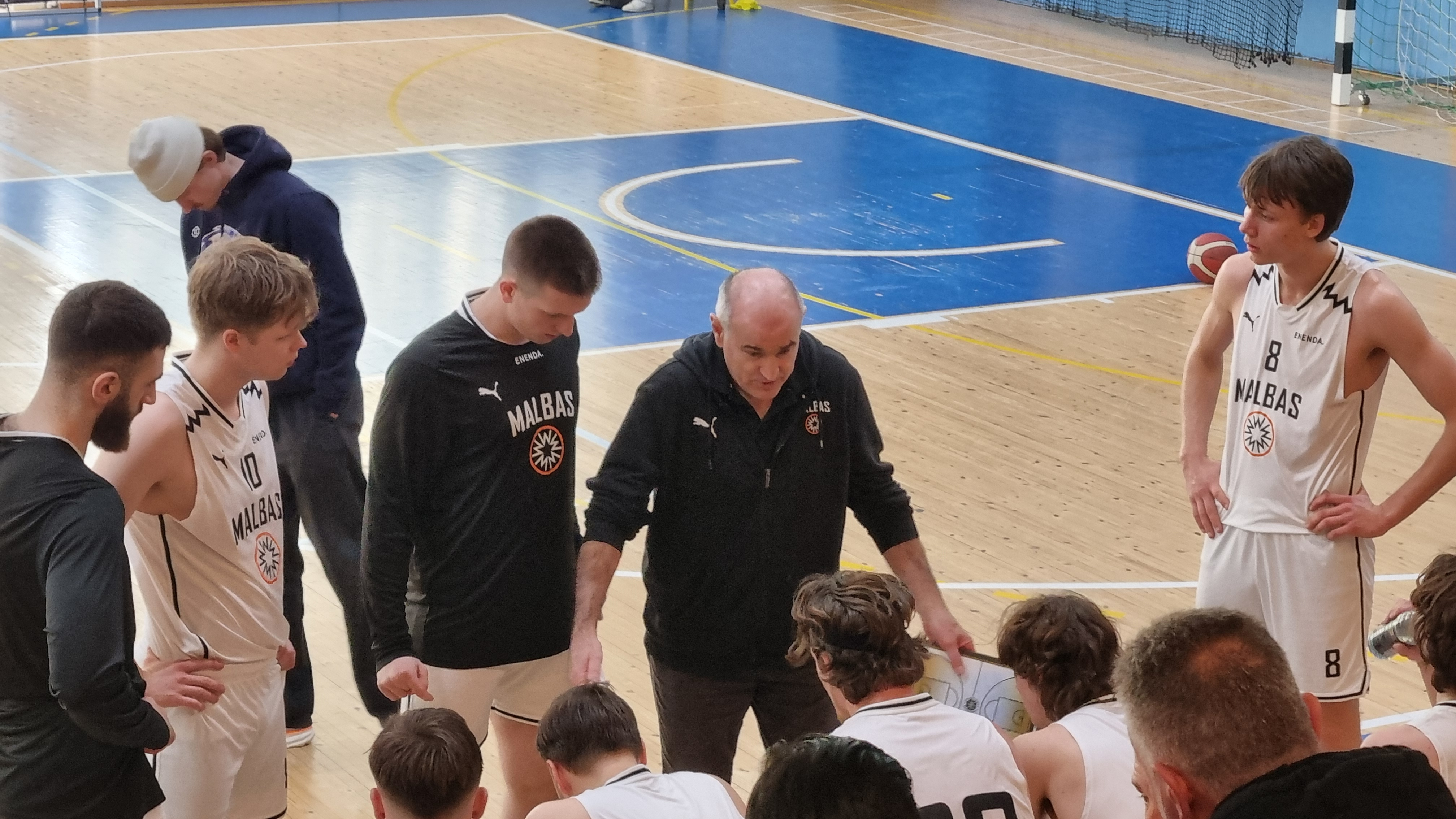
Spelare i Malbas 2025.

Malbas BBK är Malmös största basketklubb med cirka 1500 medlemmar. Klubben grundades 1975 och fyller 50 år 2025. Säsongen 23/24 spelar herrlaget i Superettan och damlaget i Basketettan södra. 
Klubben är delad i två separata föreningar med varsin styrelse. Malbas (U13 och uppåt) och MiniMalbas (U12 och nedåt). Sammanlagt har Malbas cirka 1500
medlemmar. 
Malbas spelar sina matcher på Heleneholms sporthall där det finns plats för 400 åskådare. Sedan 2019 sker delar av verksamheten i Hästhagens Idrottshall.

## Historia
- 1975 bildas Malbas BBK som en sammanslagning av Malmö Basket Förening (MBF) och BBK Herkules. Redan första sommaren när klubben bildades, skapade Malbas en så stark trupp att de stod obesegrade i 19 månader framöver. Truppen bestod av äldre spelare från den gamla klubben Herkules och lundalaget Lugi samt unga talanger från Malmö BF.

- 1976/77 gör Malbas debut i den så kallade allsvenskan där 12 lag deltog. Klubbens herrjuniorer gjorde också en mycket bra säsong då de vann junior-SM. Trion Peter Jangstam, Göran Unger och Tommy Rosenqvist slog tillsammans med resten av laget Solna i finalen. Matchen spelades på hemmaplan i Baltiska hallen.

- 1980/81 får Malbas stjärnspelare, Göran Unger, följa med det svenska landslaget till Moskva där OS äger rum. Sverige vinner tre av sju matcher och slutar på nionde plats av tolv möjliga.

- 1989/90 byter Malbas namn till Mataki Basket, eftersom de har skrivit på ett femårigt sponsoravtal med takpappsföretaget Mataki AB. Malbas röda och gula färger ersätts nu av Matakis vita och blå.

- 1994/95 byter Mataki namn tillbaka till Malbas Basket.

- 1997 bildar Malbas och IK Eos ett gemensamt damelitlag

- 2001 Malbas spelar under namnet SLG Öresund efter sponsoravtal